# Pon de Replay
Singles de Rihanna
If It's Lovin' that You Want
(2005)
Pistes de Music of the Sun
Here I Go Again
Pon de Replay est une chanson de l'artiste barbadienne Rihanna, issue de son premier album, Music of the Sun. La chanson est le premier single de l'album et sort le 15 avril 2005. Pon de Replay a été écrite par Carl Sturken, Evan Rogers et Vada Nobles. C'est est un titre de style dance-pop et R&B.
La chanson reçoit des critiques positives qui saluent la structure dance-pop et R&B ainsi que la voix. Pon de Replay rencontre le succès en étant n°1 en Nouvelle-Zélande. Elle atteint la seconde position du Billboard Hot 100 et UK Singles Chart ainsi que le Top 5 en Autriche, Norvège et Suisse. Le clip a été réalisé par Little X et montre Rihanna dans une boîte de nuit avec ses amis, qui demandent au DJ de rediffuser la chanson.
Le single s'est vendu à deux millions d'exemplaires.

## Genèse

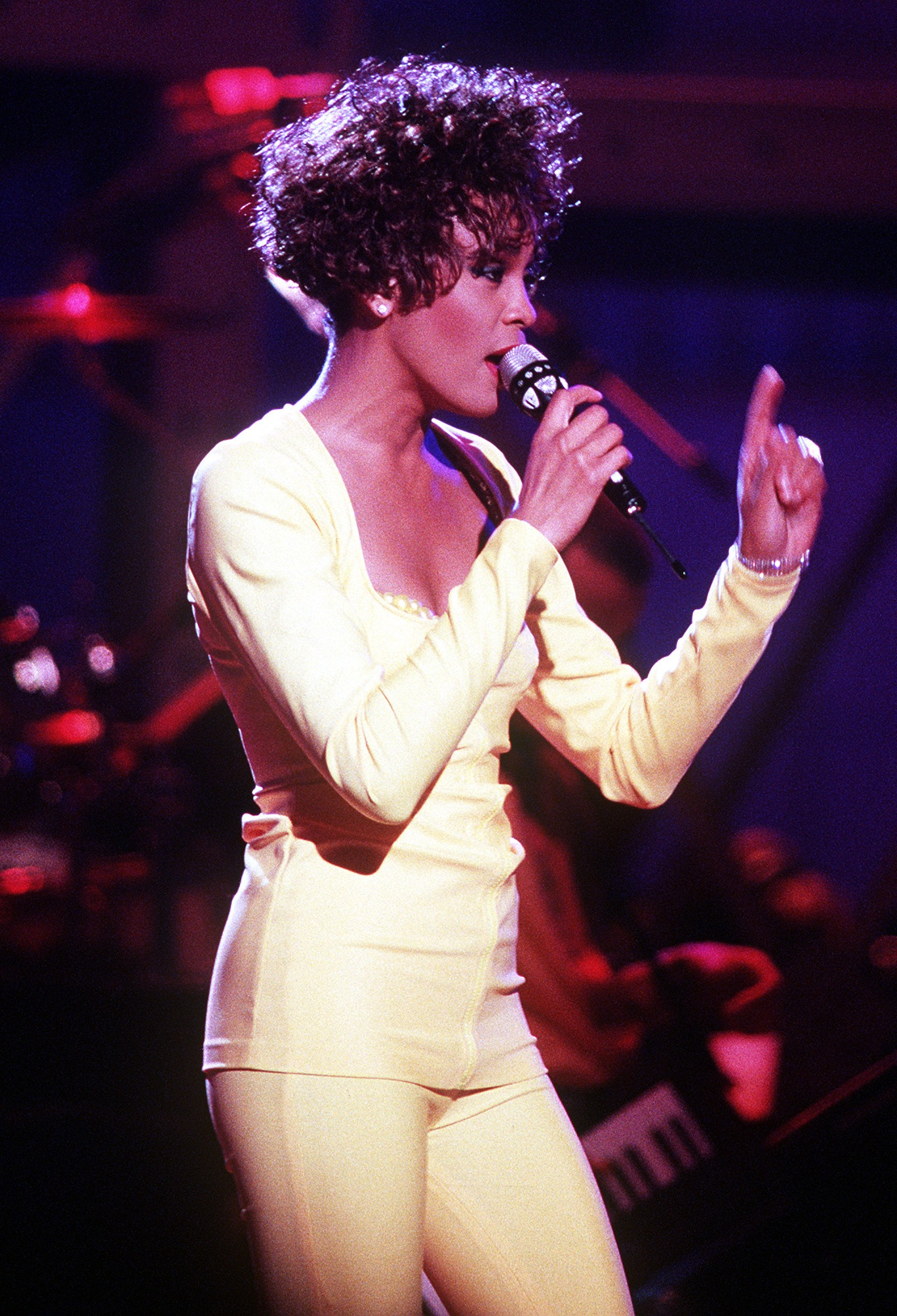
Avant de signer un contrat avec Def Jam, Rihanna interprète la reprise de For the Love of You par Whitney Houston pour Jay-Z,.

Avant de signer un contrat chez Def Jam Recordings, Rihanna est découverte dans son île natale de La Barbade par le producteur américain Evan Rogers. Le duo s'est rencontré en décembre 2003 par des amis communs de Rihanna et la femme de Rogers, alors que le couple est en vacances à La Barbade, car ses amis ont dit à la femme de Rogers que la chanteuse potentielle avait toujours chanté. Après l'avoir rencontré pour la première fois, Rogers demande à Rihanna et ses deux amies de passer dans sa chambre d'hôtel pour faire une audition et elle interprète Emotion de Destiny's Child et Hero de Mariah Carey. Rogers est tellement impressionnée par les reprises de Rihanna qu'il décide de l'emmener à New York, accompagnée de sa mère Monica afin d'enregistrer quelques démos et de les envoyer à des labels,. La production des démos a pris un an car Rihanna ne pouvait enregistrer que pendant les vacances scolaires. À l'âge de seize ans, Rihanna signe pour la compagnie de Rogers et Carl Sturken, Syndicated Rhythm Productions, où elle rencontre son propre manager, avant de compléter les démos et de les envoyer à plusieurs labels dans le monde en 2004. Le premier à répondre aux démos est Jay-Z, qui a récemment été sollicité par L.A. Reid de Def Jam Recordings où Rihanna a auditionné,. En revenant sur son audition et sa rencontre avec Jay-Z, Rihanna explique lors d'une interview comment elle se sentait avant d'entrer dans la pièce :

« J'étais vraiment très stressée... Je me disais : « Mon Dieu, il est là, je ne peux pas regarder, je ne peux pas regarder, je ne peux pas regarder ! ». Je me rappelle avoir été très silencieuse. J'étais très timide. J'avais tout le temps froid. J'étais excitée. Je me suis assise à côté de Jay-Z. Comme, Jay-Zee. J'étais en admiration. »

Durant l'audition, Rihanna réinterprète la reprise de For the Love of You par Whitney Houston, Pon de Replay et The Last Time. Les deux dernières vont être incluses dans l'album Music of the Sun. Au début, Jay-Z est sceptique de laisser Rihanna signer un contrat car Pon de Replay était trop importante pour elle et « quand une chanson est aussi importante, il est difficile pour une nouvelle artiste d'y partir. Je ne signe pas pour des chansons mais pour des artistes ». Rihanna signe donc pour un contrat de six albums avec Def Jam Recordings en février 2005, le même jour que l'audition et Jay-Z dit : « Il y a deux chemins. Soit passer la porte en ayant signé, soit sauter par la fenêtre... », sous-entendu qu'il ne la laisserait pas sortir avant d'avoir signé. Après avoir signé pour Def Jam Recordings, Rihanna annule plusieurs autres rencontres avec des labels et déménage à New York pour vivre avec les Rogers.

## Structure musicale
Pon de Replay a été écrite et produite par Carl Sturken, Evan Rogers et Vada Nobles et enregistré en 2004 avec les démos,. La chanson apparaît sur l'album Music of the Sun et sur iTunes le 26 juillet 2005 via Def Jam Recordings. Musicalement, Pon de Replay est une chanson dance-pop et R&B. Selon la partition publiée par Alfred Music Publishing, Inc., la chanson est composée dans la tonalité de Fa majeur et a une mesure en 4/4 avec un tempo de cent pulsations par minute. La voix de Rihanna s'étend entre les notes Fa3 et Do5. Dans la chanson, Rihanna demande au DJ de rediffuser sa chanson préférée pour danser dans une boîte de nuit. Doug Rule de Metro Weekly commente les paroles : « Hey Mr. DJ, won't you turn the music up? » en disant qu'elles suivent les traces de chansons récentes avec la phrase « Hey Mr. DJ » comme dans Music de Madonna et Play de Jennifer Lopez. Dans une interview pour Kidzworld, Rihanna explique les paroles : « C'est le langage qu'on utilise à La Barbade. C'est du mauvais anglais. Pon, c'est sur et de, c'est le, donc je demande juste au DJ mettre la chanson en répétition. » Il s'agit de Bajan, une variante de l'anglais au quotidien en Barbade. Jason Birchmeier d'AllMusic écrit sur la structure musicale : « Pon de Replay est basée sur un rythme dance et une cadence vocale reggae, c'est une simple chanson dance-pop, avec un chant en anglais standard et un refrain qu'on ne peut pas oublier ». Barry Walter de Rolling Stone commente également la structure et partage l'opinion de Birchmeier en écrivant que la chanson « est un coquelicot du reggae dancehall avec des rythmes syncopés qui rappellent le jazz ».

## Accueil

### Critique
La chanson reçoit généralement des critiques positives. Sal Cinquemani de Slant Magazine complimente la chanson et la compare avec Baby Boy de Beyoncé car les deux chansons « ont une mixture dancehall-pop ». Bill Lamb d'About.com donne la note de quatre étoiles sur cinq et complimente le premier single de Rihanna ainsi que la chanteuse et écrit : « Rihanna est une star en devenir et cette chanson dance entraînante pourrait devenir sa marque de fabrique. Cela semble génial de danser lors d'une soirée d'été chaude ou exploser depuis la stéréo ». Lamb continue en écrivant que la chanson est « hypnotiquement entraînante » et que sa voix montre qu'elle est capable de fournir de la variété dans ses performances vocales et que « le rythme exotique » met la chanson à son avantage. Cependant, le seul reproche de Lamb, ce sont les paroles qui ne rendent pas les auditeurs intelligents qui ne provoque pas les mêmes opinions que le sens de la chanson.

### Commercial

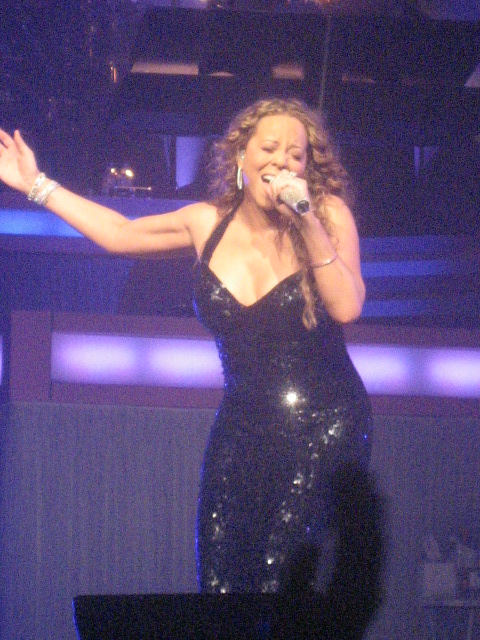
Pon de Replay se retrouve derrière We Belong Together de Mariah Carey qui est restée numéro un pendant quatorze semaines non-consécutives.

Aux États-Unis, Pon de Replay entre dans le top 10 du Billboard Hot 100 à la neuvième place dans la semaine du 16 juillet 2005 avec la distinction « Greatest Airplay Gainer ». Dans la semaine du 30 juillet 2005, Pon de Replay est numéro deux, coincée derrière We Belong Together de Mariah Carey, qui a passé quatorze semaines non-consécutives en pôle position,. Pon de Replay reste douze semaines dans le top 10 et 23 dans le hit-parade,. La chanson est cependant numéro dans les Hot Dance Club Songs et Digital Songs, numéro deux dans le Pop Songs et 24e dans le Hot R&B/Hip-Hop Songs. La chanson est certifiée disque de platine par la Recording Industry Association of America (RIAA) le 26 octobre 2007 pour la vente d'un million d'exemplaires. En Nouvelle-Zélande, la chanson débute à la 37e place le 15 août 2005 et atteint la première place au bout de la neuvième place après être restée numéro deux pendant quatre semaines. La chanson reste sept semaines dans le top 5 et seize semaines dans le classement. En Australie, Pon de Replay débute à la treizième place du hit-parade australien le 25 septembre 2005 et atteint la sixième place au bout de neuf semaines. Elle reste dix semaines dans le top 10 et 22 au total et est certifié disque de platine par l'Australian Recording Industry Association (ARIA) pour la vente de 70 000 exemplaires.
Ailleurs, la chanson rencontre du succès et atteint le top 10 de huit hits-parades européens. En Suisse, la chanson débute en huitième place le 11 septembre 2005 et atteint la troisième place. Elle reste 41 semaines dans le classement. La chanson débute à la quatrième place du hit-parade norvégien et atteint la troisième place au bout de cinq semaines ; elle reste quinze semaines dans le classement. Pon de Replay atteint le top 5 en Autriche, au Danemark et en Suède et est respectivement cinquième, quatrième et cinquième,,. Pon de Replay atteint le top 10 en Italie et en Finlande où elle est sixième et huitième,. Cependant, la chanson est quinzième aux Pays-Bas et 18e en France et en Espagne,. Au Royaume-Uni, Pon de Replay débute en seconde position le 3 septembre 2005 derrière The Importance of Being Idle d'Oasis. Elle reste en seconde position la semaine suivante et dans le top 10 pendant quatre semaines,.

## Clip vidéo
Le clip vidéo de « Pon de Replay » a été réalisé par Little X. Le clip a été tourné en février 2005 à Toronto (Canada) dans la discothèque Republik, aujourd'hui disparue, et commence avec Rihanna et deux de ses amis arrivant dans une boîte de nuit où l'atmosphère semble terne ; en raison du faible volume de la musique (en référence aux paroles de la chanson), les gens dans le club semblent s'ennuyer et ne pas danser. Par la suite, Rihanna jure de faire monter le son du DJ, montant ainsi sur une estrade, portant un haut doré avec un jean ample, commençant à jouer la chanson, ce qui oblige le DJ, joué par Cipha Sounds, à monter le son. Avec cela, les gens qui s'ennuient encore commencent à danser sur le morceau de Rihanna, y compris le rappeur canadien Kardinal Offishall, qui fait également une brève apparition.
Des scènes de personnes dansant dans le club sont montrées, avec des plans entrecoupés juxtaposés de Rihanna appuyée contre un mur avec le mot "Bar" en lumières LED (qui fait en fait partie d'un panneau de stationnement à l'extérieur de la fenêtre). Elle enfile une robe courte bleu pastel, chantant les paroles de la chanson. Rihanna peut être vue en train de danser du ventre sur la scène, avec des lumières laser vertes au néon transmises au-dessus d'elle. Après que Rihanna ait fait bouger la foule, elle s'enfuit de la plate-forme sur une piste de danse, où la foule la rejoint plus tard. Les dernières scènes de la vidéo montrent les gens du club tous rassemblés au milieu de la piste de danse, en train d'exécuter différents mouvements de danse. On y trouve notamment une ligne de personnes avec Rihanna, et des danseurs masculins qui fabriquent un vélo à partir de leurs corps.

## Versions
| Radio 1. Pon de Replay (Radio edit) – 3:34 CD maxi-single européen 1. Pon de Replay – 3:36 2. Pon de Replay (Cotto's Replay Dub) – 6:48 3. Pon de Replay (Instrumental) – 4:05 | CD single allemand 1. Pon de Replay (Album Version) 2. Pon de Replay (Cotto's Replay Dub) EP iTunes 1. Pon de Replay (Pon De Club Play Version) – 7:32 2. Pon de Replay (Cotto's Replay Dub Version) – 6:47 |

## Classements et certifications
| Pays                                       | Position | Certification |
| ------------------------------------------ | -------- | ------------- |
| Allemagne                                  | 6        | –             |
| Australie                                  | 6        | Platine       |
| Autriche                                   | 5        | –             |
| Belgique (Nl)                              | 5        | –             |
| Belgique (Fr)                              | 14       | –             |
| Danemark                                   | 5        | Or            |
| Europe                                     | 2        | –             |
| Espagne                                    | 18       | –             |
| Finlande                                   | 15       | –             |
| France                                     | 18       | –             |
| Hongrie (Radio)                            | 7        | –             |
| Hongrie (Single)                           | 5        | –             |
| Hongrie (Dance)                            | 1        | –             |
| Irlande                                    | 2        | –             |
| Italie                                     | 6        | –             |
| Japon                                      | 1        | –             |
| Norvège                                    | 3        | –             |
| Nouvelle-Zélande                           | 1        | –             |
| Pays-Bas                                   | 15       | –             |
| Royaume-Uni                                | 2        | –             |
| Suède                                      | 5        | Or            |
| Suisse                                     | 3        | –             |
| États-Unis Billboard Hot 100               | 2        | Platine       |
| États-Unis Billboard Hot Dance Club Songs  | 1        | Platine       |
| États-Unis Billboard Hot R&B/Hip-Hop Songs | 24       | Platine       |
| États-Unis Billboard Hot Rap Songs         | 7        | Platine       |

| Pays             | Position | Année | Période   |
| ---------------- | -------- | ----- | --------- |
| Australie        | 39       | 2005  | 2004-2005 |
| Autriche         | 32       | 2005  | 2004-2005 |
| Belgique (Nl)    | 28       | 2005  | 2004-2005 |
| Belgique (Fr)    | 72       | 2005  | 2004-2005 |
| Europe           | 17       | 2005  | 2004-2005 |
| Hongrie          | 77       | 2005  | 2004-2005 |
| Italie           | 43       | 2005  | 2004-2005 |
| Nouvelle-Zélande | 43       | 2005  | 2004-2005 |
| Pays-Bas         | 82       | 2005  | 2004-2005 |
| Royaume-Uni      | 33       | 2005  | 2004-2005 |
| Suède            | 42       | 2005  | 2004-2005 |
| Suisse           | 19       | 2005  | 2004-2005 |
| États-Unis       | 18       | 2005  | 2004-2005 |